# Sifarasso
Sifarasso est une localité située dans le département de Koloko de la province du Kénédougou dans la région des Hauts-Bassins au Burkina Faso.

## Géographie
Sifarasso est située à 3 km de la frontière malienne, et de la ville de Mandela au Mali, sur la route menant à Sikasso.

## Santé et éducation
Sifarasso accueille un centre de santé et de promotion sociale (CSPS) tandis que le centre médical avec antenne chirurgicale (CMA) le plus proche se trouve à Orodara et que le centre hospitalier régional (CHR) est le CHU Souro-Sanon de Bobo-Dioulasso.
Le village possède deux écoles primaires publiques et l'un des collèges d'enseignement général (CEG) du département.